# آیین تشریفات در دربار
آیین تشریفات در دربار (Ἔκθεσις τῆς βασιλείου τάξεως) نام متعارف لاتین برای یک کتاب به زبان یونانی میانه از پروتکل تشریفاتی در دربار امپراتوری بیزانس در قسطنطنیه است. این اثر توسط امپراتور کنستانتین هفتم (حکومت ۹۵۹–۹۱۳) نوشته شده یا حداقل در حدود ۹۵۹–۹۵۶ نوشته شده‌است.